# ریشه و معنای نام زرتشت
ریشه و معنای نام زرتشت به دیدگاه‌های گوناگونی که دربارهٔ معنی نام زرتشت وجود دارد، می‌پردازد. چون زبان گاتها بسیار کهن است و از دوران کنونی فاصلهٔ زیادی دارد هر یک اوستاشناسان بر مبنائی که خود از آن پیروی می‌کرده‌است، این نام را معنی کرده‌است. ویندیشمین و مولر آن را به معنی دارندهٔ شتر با جرأت، راسل آن را پسر ستاره، دهارله بلژیکی به معنی درخشان و زرد مثل طلا، بارتولومه به معنی دارندهٔ شتر پیر و برخی به معنی دارندهٔ شتر زرد گفته‌اند.

## اشکال مختلف نام‌های زرتشت
بیشتر از ده شکل برای نام زرتشت در زبان فارسی موجود است. زارتشت، زارهشت، زرادشت، زارهوشت، زردهشت، زراتشت، زرادشت، زرتهشت، زرهتشت، زره‌دست و زره‌هشت از این قبیل است ولی او خود را در گاتها زَرَثُشْتَره می‌نامد. در اوستا «زَرَثُشترَه» (𐬰𐬀𐬭𐬀𐬚𐬎𐬱𐬙𐬭𐬀 Zaraϑuštra) است. در متون پهلوی نام وی به صورت زَردُ(خ‍)‍شت (نویسه‌گردانی: zltw(h)št)‏ یا زراتوشت یا زرتوشت آمده و منابع عربی نام پیامبر مزدیسنا را "زرادشت" ضبط کرده‌اند. نام زرتشت در زبان فارسی گونه‌های مختلفی مانند زردهشت یا زردشت را نیز شامل می‌شود. در یونانی وی را زورُئَستریس (Ζωροάστρης Zōroastrēs) می‌خواندند که امروز در زبان‌های غربی نام زرتشت از همین ریشه یونانی‌اش اخذ شده‌است.

## اشترا به معنی شتر
از بیشتر از دو هزار سال پیش تا به امروز، معانی بسیاری برای واژه زرتشت گفته‌اند. آنچه که مشخص است این است که این نام مرکب است از دو جزء «زرت» و «اُشترا» هرچند که در سر زرت اختلاف بسیار است. البته بیش‌تر تاریخ شناسان معتقدند زرد و زرین و پس از آن پیر و خشمگین معانی نزدیک تری هستند. کلمه زرد در خود اوستا «زیریت» است.البته «زرات» به معنی پیر آمده‌است ولی این‌که چرا در ترکیب با اشترا تبدیل به «زرت» شد باعث اختلاف نظر شده‌است.
در جزء دوم این نام اختلاف نظری نیست زیرا هنوز کلمه شتر یا اشتر در زبان فارسی باقی است و هیچ شکی نیست که نام وی با کلمه شتر ترکیب یافته و «دارنده شتر» معنی می‌دهد و به همان معنی است که امروز در فارسی می‌باشد. در گذشته برای شتر از آن جهت که حیوان بسیار مفیدی بود ارج و منزلتی خاص قائل بودند و نام شتر را با پسوندهای خاص بر نوزادانشان مینهادند. همچنین در نوشته‌های تخت جمشید از شتر به عنوان هدیه‌ای که به داریوش اهدا می‌شد نام برده شده‌است. برای نمونه فراشتر به معنی دارنده شتر راهوار یا تندرو است.

## آستر به معنی ستاره
زرتشت به معنی ستارهٔ درخشان و روشنائی زرین است چون زرنت به معنی درخشان و آسترا (نه اشتر) به معنی ستاره است. کاسل آن را پسر ستاره تصور کرده‌است.

## نام خانوادگی زرتشت
اسپیتامه نام خانوادگی زرتشت بوده‌است. در بند دوی همایشت آنجا که همای مقدس همچون دوستی به زرتشت نزدیک می‌شود وی را محترمانه با این نام خطاب می‌کند.
گاه نیز نام خانوادگی که سپیتمه است، افزوده می‌شود و به صورت زرتشتر سپیتمه یاد می‌شود. البته این نام خانوادگی را امروزه سپنتمان یا اسپنتمان می‌گویند که به معنی خاندان سفید است.